# Arbër Çyrbja
Arbër Çyrbja (Shijak, 18 de septiembre de 1993) es un futbolista albanés que juega de centrocampista en el KF Teuta Durrës de la Superliga de Albania.

## Carrera deportiva
Çyrbja comenzó su carrera deportiva en el KF Teuta Durrës, en el que jugó entre 2012 y 2018, incluyendo una temporada cedido en el KS Elbasani, la 2014-15.
Durante la temporada 2018-19 jugó en el Futboll Klub Kukësi, regresando al KF Teuta Durrës a final de temporada.

## Carrera internacional
Fue internacional sub-18 con la selección de fútbol de Albania.

## Clubes
| Club                 | País    | Año         |
| -------------------- | ------- | ----------- |
| KF Teuta Durrës      | Albania | 2012 - 2018 |
| KS Elbasani (cedido) | Albania | 2014 - 2015 |
| FK Kukësi            | Albania | 2018 - 2019 |
| KF Teuta Durrës      | Albania | 2019 - Act. |

## Palmarés

### Títulos nacionales
| Título               | Club            | País    | Año  |
| -------------------- | --------------- | ------- | ---- |
| Copa de Albania      | KF Teuta Durrës | Albania | 2020 |
| Supercopa de Albania | KF Teuta Durrës | Albania | 2020 |